# Guy III de Laval
Pour les articles homonymes, voir Guy de Laval.
Guy III de Laval (mort entre 1130 et 1142), est le fils de Guy II de Laval et de Denise de Mortain, fille de Robert de Mortain, comte de Mortain et demi-frère de Guillaume le Conquérant par sa mère Arlette de Falaise. Il succède à son père comme seigneur de Laval (Mayenne) vers 1105. À noter qu'il y a parfois confusion dans les livres entre Guy III de Laval, et son fils Guy IV de Laval.

## Famille
Il épouse Emma, laquelle pourrait être une fille illégitime du roi Henri Ier d'Angleterre. Ils ont comme enfants :
- Guy IV de Laval ;
- Hamon (1194), qui se rendit en 1158 en Terre sainte ;
- Jeanne (ou Emma), abbesse de Ronceray.

## Histoire

### Il participe à la première croisade
Pour l'Art de vérifier les dates, il était à peine en jouissance de la terre de Laval, lorsque la première croisade est publiée. Guy III, ses frères Gervais, Yves, Bonnor, Hamon et Jean entendent l'appel de Pierre l'Ermite. Ils prennent la croix dans l'église Saint-Julien du Mans.
Il part l'année suivante avec eux pour la Terre sainte. Il se signale dans toutes les entreprises des croisés jusqu'à la prise de Jérusalem. Après cette opération, il reprend la route de France. Guy III en revint seul, soit que ses frères y eussent perdu la vie, soit qu'ils se fussent établis dans le nouveau royaume de Jérusalem. Il voit, en passant à Rome, le pape Pascal II, nouvellement élu, qui, sur la réputation qu'il s'était acquise, lui fait un accueil distingué. 
L'archidiacre Claude Robert, dans son Gallia Christiana à l'article de Pierre de Laval, archevêque de Reims, dit que Pascal II ordonna que le nom de Guy serait désormais affecté au possesseur de la terre de Laval.

### L'Anjou
Le XIIe siècle marque l'intégration de la baronnie de Laval dans l'Anjou puis les Plantagenêt. Dès 1110, Élie Ier du Maine, devenu comte du Maine, rétablit la prépondérance de l'Anjou. Il est alors probable que la famille de Laval entrent dans la soumission des comtes d’Anjou. D'après Jean de Bourdigné, Guy III de Laval figure dans la suite du comte Foulques V d'Anjou lorsque celui-ci réunit ses troupes en 1118 pour délivrer des fidèles tenus prisonniers à Alençon par le roi d’Angleterre.

### Conflits régionaux
Lisiard de Sablé débute par une guerre acharnée contre le jeune seigneur de Laval, Guy III de Laval, on ne sait à quel sujet, et, pour protéger son château de Sablé, en construisit un dans les terres du prieuré de Saint-Loup, avec une maison forte pour Hugue Normand, son fidèle. 
C'est longtemps après, en 1123, qu'il règle l'indemnité promise aux religieux. Gilles Ménage avait compris que ce règlement était contemporain de la construction du château : il est postérieur de plusieurs années, olim, dit le texte, ce qui permet de placer la guerre contre Guy de Laval, adhuc juvenis, avant celle qui va suivre, où les deux seigneurs se trouvèrent ligués contre le roi d'Angleterre.

### Contre le roi d'Angleterre
Élie Ier du Maine, comte du Maine, étant mort, le comte d'Anjou, Foulque V d'Anjou se hâte de prendre possession de ce comté, en vertu des droits qu'il prétendait y avoir du chef de sa femme, fille unique d'Hélie en 1110. Henri Ier d'Angleterre, roi d'Angleterre et duc de Normandie, oppose ceux qu'il avait sur le Maine comme dépendance de son duché. Une guerre s'ensuit, dans laquelle Guy III de Laval prend parti pour Foulque V d'Anjou, comte d'Anjou, et prend son parti contre Henri Ier d'Angleterre, roi d'Angleterre. Des succès balancés de part et d'autre par des revers, se suivent d'abord; mais la guerre à la fin se termine à l'avantage du comte d'Anjou qui conserve le Maine, en se reconnaissant feudataire du monarque anglais. (1115).
De nouveaux motifs ne tardent pas à amener entre eux de nouveaux démêles, dans lesquels le roi de France, Louis VI, qui avait dans ses états un vassal-roi plus puissant que lui-même, prend parti pour le comte d'Anjou. En novembre 1118, Lisiard de Sablé était à la suite du comte au siège d'Alençon, et le 18 décembre commande l'avant-garde, assisté de Guy IV de Laval, de Robert de Semilly, de Gautier de Mayenne, d'Hugues de Mathefelon et Thibault, son fils, de Maurice Ier de Craon, à la bataille  de Sées. 

### Lutte contre Geoffroy Plantagenet
En 1129, Foulque V d'Anjou, comte d'Anjou, en partant pour un second voyage en Terre sainte, laisse la garde de ses comtés d'Anjou et du Maine à Geoffroy Plantagenêt. 
Dès le départ de son père, plusieurs seigneurs poitevins, les barons de Sablé et de Laval, et d'autres vassaux de l'Anjou se liguent contre lui. Il est confronté à une coalition de ses vassaux conduite par Lisiard de Sablé,. 
Geoffroy vient subitement assiéger Guy III de Laval dans son château de Meslay. Il y renverse les murs de la place, enfonce les portes, y et étant parvenu jusqu'au donjon, le détruit, puis rase entièrement le château.

### ConanIIIde Bretagneet Vitré
Robert II de Vitré, ayant été chassé par Conan III de Bretagne, duc de Bretagne, trouve un asile chez Guy III de Laval, son cousin germain, qui lui prête ses châteaux et forteresses : le château de La Gravelle et de Launay, pour être en état de faire de-là des tentatives sur Vitré, dont le comte s'était emparé. 
Conan ne tarde pas à détacher Guy III des intérêts de son parent en lui donnant la vicomté de Rennes, dont il venait de dépouiller Robert.
Robert, en perdant l'alliance de Guy III de Laval, en trouve un autre plus puissant et plus fidèle dans la personne du comte d'Anjou. Le seigneur de la Guerche, son beau-frère, et Thibault de Mathefelon, son gendre, l'aidèrent aussi de leurs personnes et de leurs troupes ; et avec ces secours, il termine en 1143, une guerre de huit ans par une victoire, dont le recouvrement de sa terre de Vitré est le fruit.
Guy III de Laval meurt en 1144, et n'était plus vicomte de Rennes.

## Religion
Comme Renaud Ier de Craon, Guy III s'associe à l'œuvre de Robert d'Arbrissel. A peine de retour de Palestine, il fonde dans sa forêt d'Olivet, en l'honneur de Marie de Magdala, le prieuré du Plessis, qu'il donne aux religieux de l'abbaye de la Roë. Ce prieuré prit de l'année de sa fondation le nom de Plessis-Milcent en 1100.
Guy III fait que l'église de Saint-Melaine de Laval devint un prieuré dépendant de l'Abbaye Toussaint d'Angers, et fonde aussi le prieuré de Changé près de Laval.   
Guy de Laval fut inhumé à l'abbaye de Marmoutier.